# Paskalewo

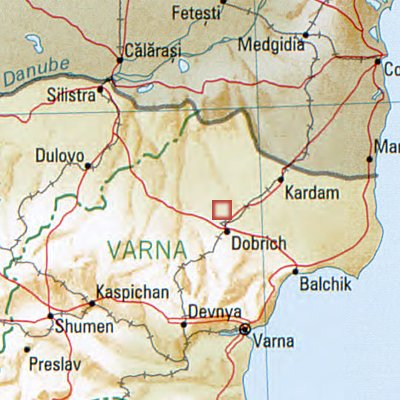
Paskalewo – Bulgarien – Nachbarorte: Dobritsch, Kardam, Baltschik, Silistra, Dulowo, Kaspitschan, Schumen, Dewnja, Warna

Paskalewo [pɐsˈkalɛvo] (bulgarisch Паскалево) ist ein Dorf in Nordostbulgarien, in der  Oblast Dobritsch, in der Gemeinde Dobritsch.
Das Dorf liegt etwa zehn Kilometer von Dobritsch entfernt. Der alte türkische Name des Dorfes ist Ezi Bey (bulg. Ези бей).

## Wirtschaft
In Paskalevo befand sich der größte bulgarische Militärflugplatz als wichtiger Standort in der Nord-Ost Region des Landes. Dieser ist heute verwaist. Nach Angaben des bulgarischen Parlamentsabgeordneten Jasen Pintschew sei eine deutsche Gesellschaft bereit, zehn Millionen Euro in Modernisierung und Umwidmung des Flughafens zu investieren. Dies käme dem wirtschaftlichen Aufschwung des Ortes zugute. Im Dorf selbst gibt es noch Milchwirtschaft, Schweinezucht und andere landwirtschaftliche Produktionsbetriebe.

## Infrastruktur
Eine Schule, ein Kindergarten, eine Poliklinik und eine Bibliothek stehen der Bevölkerung des Ortes zur Verfügung. Für Besucher sind die zahlreichen Cafés und Geschäfte von Interesse. Ein naturbelassener Park kann als sehenswert gelten.